# Императорский рескрипт солдатам и матросам
Императорский рескрипт солдатам и матросам (яп. 軍人勅諭 Гундзин Тёкую) был официальным этическим кодексом для военнослужащих Японской императорской армии, он часто зачитывался вместе с Императорским рескриптом об образовании в качестве основы японской довоенной национальной идеологии. Все военнослужащие были обязаны запомнить наизусть этот документ, содержащий 2700 кандзи.

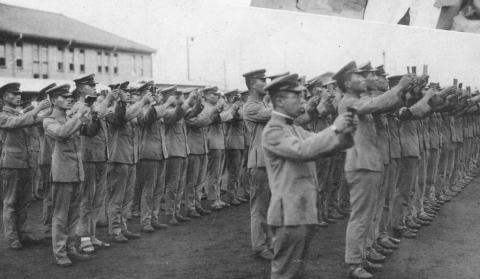
Ежедневное официальное чтение «Императорского рескрипта солдатам и матросам» в Инженерной школе Японской императорской армии, 1939 год

«Рескрипт» был издан Императором Мэйдзи 4 января 1882 года. Он считался наиболее важным документом для всех военнослужащих Императорской армии Японии и Императорского флота Японии.

## Описание
«Имперский рескрипт» был преимущественно написан Иноуэ Коваси и Ямагата Аритомо (двое из «олигархов Мэйдзи»), вместе с некоторыми стилистическими правками проправительственного журналиста Фукути Гэнъитиро.
«Рескрипт» был вручен бывшему военному министру Японии Ямагата Аритомо лично Императором Мэйдзи на специальной церемонии, состоявшейся в Токийском императорском дворце. Это беспрецедентное действие должно было символизировать личную связь между Императором и вооруженными силами Японской империи, превращая их таким образом в личную армию Императора. Будучи изданным уже после Сацумского восстания, «рескрипт» уделял особое внимание абсолютной личной лояльности каждого отдельного японского военнослужащего Императору. «Рескрипт» также предостерегал военнослужащих от участия в жизни политических партий и в политике в целом, а также предписывал исключать любое влияние на военнослужащих текущих мнений в газетах, что отражает недоверие Ямагаты к политикам в частности и к демократии вообще. «Рескрипт» также советует военнослужащим быть скромными в своих личных предпочтениях (отражая традицию самурайства), уважительно и благосклонно относиться к гражданскому населению (отражая европейские традиции рыцарства). Однако пункт о том, что военные должны подчиняться именно гражданской власти, а не Императору, не вошел в окончательный вариант.
«Рескрипт» также содержит ряд конфуцианских установок, включая «должное уважение к начальству», а также принцип буддизма в предложении: «Солдат и матрос должны сделать простоту своей целью». В «рескрипте» также содержится широко известная цитата о том, что «долг тяжелее горы, а смерть легче пёрышка».